# Tarsolepis dinawensis
Tarsolepis dinawensis är en fjärilsart som beskrevs av Bethune-Baker 1904. Tarsolepis dinawensis ingår i släktet Tarsolepis och familjen tandspinnare. Inga underarter finns listade i Catalogue of Life.